# لوسيل راندون
لوسيل راندون (11 فبراير 1904 - 17 يناير 2023)، الشهيرة بـ«الأخت أندريه»، هي راهبة فرنسية، كانت أكبر معمري العالم حتى تاريخ وفاتها. وهي رابع أكبر شخص تأكَّد سنُّه، وثاني أسنّ فرنسي وأوروبي مُؤكَّد.
ولدت راندون لعائلة بروتستانتية غير متدينة، لكنها اعتنقت الكاثوليكية في شبابها. عملت مربية ومعلمة ومبشرة قبل تقاعدها عن عمر يناهز 75 عامًا. تقيم حاليًا في دار لرعاية المسنين في طولون بفرنسا. إضافةً إلى سنها المديد، تشتهر بكونها أقدم ناجية معروفة من جائحة كوفيد-19 بعد أن ثبتت إصابتها بالفيروس قبل أيام من عيد ميلادها السابع عشر بعد المائة.

## حياتها الشخصية
نشأت راندون في عائلة بروتستانتية غير متدينة، رغم أن جدها كان قسيسًا. عملت في سنة 1916 مربية لثلاثة أطفال في مرسيليا. رُقِّيت لاحقًا لتصبح مربية ومعلمة لإحدى عائلات أعيان مدينة فرساي في سنة 1922. عاشت راندون بالقرب من أحد أشقائها الأكبر سنًا أثناء إقامته في المدينة المذكورة بعدما عُيِّن تعيينه قاضيًا للصلح في منطقة هودان القريبة.
اعتنقت الكاثوليكية ما أن بلغت التاسعة عشر بعد أن أكملت تعليمها المسيحي في باريس. كما تابعت عملها كمربية ومعلمة في فرساي حتى عام 1936. انضمت راندون إلى المنظمة الخيرية الكاثوليكية «بنات الإحسان» (بالفرنسية: Filles de la charité)‏ بعد ثماني سنوات، واتخذت اسم الأخت أندريه تكريما لأخيها المتوفى.
بعد انتهاء الحرب العالمية الثانية، ابتُعثت راندون في مهمة إلى مستشفى في فيشي، حيث خدمت أربعين يتيمًا وعجوزًا. استمرت مهمتها طيلة ثمانية وعشرين عامًا حتى ابتُعجت مُجددًا سنة 1973 إلى مستشفى آخر في «لا بوم دي هوستون»، لتعمل في المناوبة الطبية الليلية.
تقاعدت راندون في عام 1979 عن عمر ناهز 75 عامًا، ودخلت منشأة سكنية لكبار السن المعالين (EHPAD) في سافوا حيث أقامت طيلة 30 عامًا. نُقلت لاحقًا إلى دار للمسنين في طولون في 25 أكتوبر 2009. أصيبت راندون بإعاقة بصرية في وقت ما في العقد الأول من القرن الحادي والعشرين، وهو ما كان كافياً لاعتبارها كفيفة. وعندما بلغت الخامسة عشر بعد المائة، أرسل لها البابا فرنسيس رسالة شخصية وسبحة مباركة. عاشت راندون ما تبقى من أيامها في دار رعاية المسنين في طولون، إلى أن أدركها الأجل.